# Ahuízotl azték uralkodó
Ahuízotl (? – 1502. szeptember 2.), az azték birodalom 8. uralkodója (1486–1502). Az azték birodalom az ő uralkodása alatt érte el legnagyobb kiterjedését.

## Élete
Édesapja Tezozomoc a negyedik azték király (Itzcoatl) fia, édesanyja, Atotoztli pedig az ötödik azték király (I. Moctezuma) lánya volt.
Bátyját, a gyenge kezű Tizocót követte a trónon. Kíméletlen harcosnak bizonyult, aki szokatlannak számító – erőltetett meneten, lesből rajtaütésen és egyéb, meglepetésszerű támadásokon alapuló – taktikájával még a mai Guatemala területén és a Mexikói-öböl mentén élő törzseket is leigázta. Emberei rettegték és tisztelték, a király pedig valahányszor idegen várost hódított meg, az elfoglalt palota helyett inkább a táborban éjszakázott katonái közt. Hódításai, a leigázott népek adói rendkívül gazdaggá tették a birodalmat.
Tenochtitlán, az aztékok fővárosa oly hatalmasra nőtt, hogy Ahuízotl új vízvezetékeket építtetett. Ő építtette a malinalcói nagytemplomot is. Szigorúan ellenőrizte az egész birodalom kormányzását.
Hódításain kívül leginkább az azték történelem legnagyobb áldozati ünnepéről nevezetes. 1487-ben úgy döntött, hogy Tenochtitlánban felszenteli legújabb templomát. A négynapos szertartáson hadifoglyok vonultak fel négy, egyenként 5 km-es sorban. A papok és az azték nemesek – így maga Ahuízotl is – felvágták az oltárhoz lépő foglyok mellkasát, és kitépték a szívüket. Az így lemészárolt áldozatok száma 20 és 80 ezer közé tehető. A szertartást a meghódított tartományokból meghívott vendégeknek végig kellett nézniük.
Ahuízotl a Tenochtitlánt elpusztító nagy árvízben halt meg.

## Sírja
2007 augusztusában Mexikóvárosban egy építkezésen egy 500 éves oltár és monolit maradványaira találtak. A kőlapot borító figurák között felfedeztek egy tíz ponttal díszített nyulat. Mivel Ahuizotl a tíz nyúl évében halt meg, a kutatók arra következtetnek, hogy a kőlap az ő sírját fedi. A közel 5 méter mélyen található, négy kamrából álló sírkamrába egy 2 m*2 méteres nyílás vezet.

## Mitológia
Szörnyű zsarnoknak írják le, és neve is az azték mitológia egyik szörnyéé: Ahuizotl az azték hitvilágban egy kutyatestű, hosszú farkú, de emberkezű élőlény volt, aki a egy tóban lakott, és az emberi sírás hangját utánozva várta, hogy valaki megmentse. A segítségül nyújtott kezet megmarkolta, és a vízbe rántotta áldozatát, aki csak három nap múltán bukkant fel rútul megcsonkítva, szem, fogak és körmök nélkül.